# Ars Electronica
Ars Electronica è un festival, un premio, un centro museale con piattaforma permanente per la presentazione e produzione, un laboratorio di sperimentazione permanente su arte, tecnologia, società con sede a Linz, in Austria.

## Storia e struttura

### Festival
Ideato nel settembre 1979 in forma di festival per le arti digitali, le nuove tecnologie e le innovazioni nelle società contemporanee, si è ingrandito e consolidato quale realtà internazionale di indagine e sperimentazione sociologica, artistica e tecnologica tra le più significative al mondo.

### Prix Ars Electronica
Nel 1987 fu istituito il Prix Ars Electronica, che ha saputo negli anni riconoscere le potenzialità e le realtà che avrebbero apportato effettivi contributi e radicali cambiamenti culturali (Wikipedia), sociali (Creative Commons), tecnologici (Linux), e premiare i personaggi che hanno utilizzato le nuove tecnologie per l'arte, tra cui Aphex Twin, Peter Gabriel e Ryūichi Sakamoto, o hanno elaborato idee e concetti innovativi, per citarne unoTim Berners-Lee e l'ipertesto.

### Ars Electronica Center

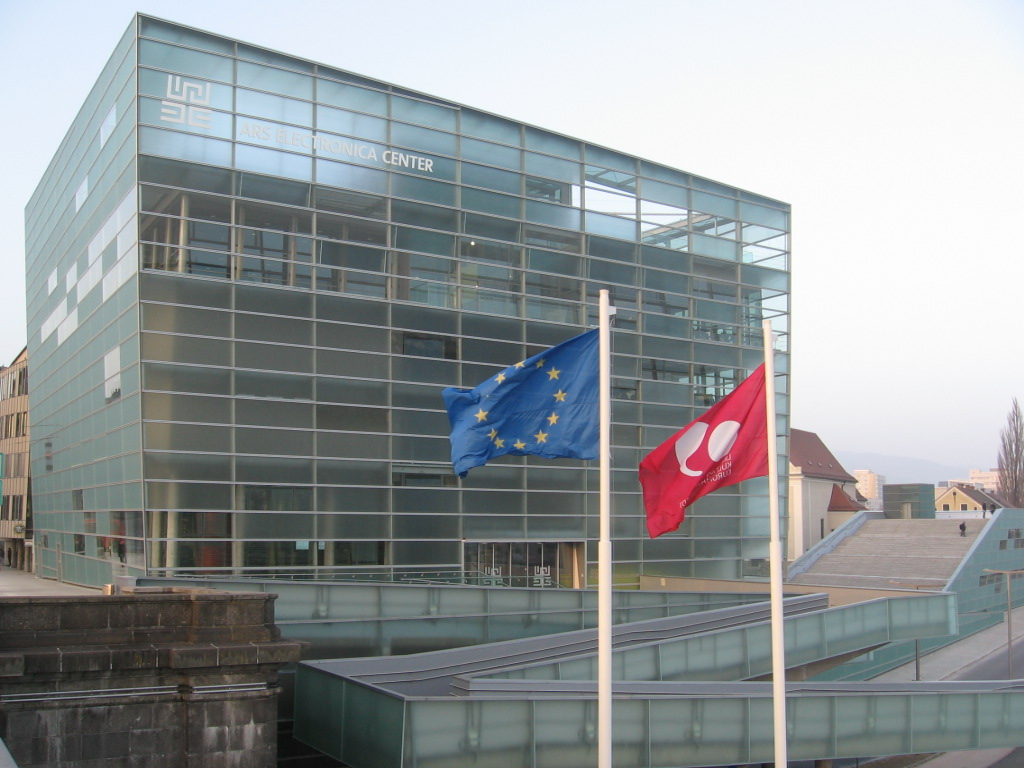
Ars Electronica Center a Linz (2009)

Dopo anni di sperimentazioni e rivoluzioni pacifiche della tranquilla cittadina austriaca, fu istituito l'Ars Electronica Center, inizialmente (1996) una piattaforma permanente di presentazione delle opere per il festival, presto trasformato in centro museale (2009), con attività orientate ai pilastri della filosofia di Ars Electronica e alle scienze.

### Ars Electronica FutureLab
Il FutureLab è il laboratorio di sperimentazione tecnologica di Ars Electronica. Creato nel 1996 si è evoluto velocemente fino a diventare un punto di riferimento per aziende, università e centri di ricerca internazionali.